# Île Sainte-Marguerite (îles de Lérins)
Pour les articles homonymes, voir Île Sainte-Marguerite et Sainte-Marguerite.
Pour l'île du fleuve Saint-Laurent, voir Île Sainte-Marguerite (îles de Boucherville).
L'île Sainte-Marguerite est la plus grande des deux îles de Lérins, en face de Cannes. Elle a servi de prison au célèbre homme au masque de fer. Après la révocation de l'édit de Nantes, le fort de l'île de Sainte-Marguerite fut l'un des quatre lieux d'emprisonnement des huguenots avec la tour de Constance à Aigues-Mortes, le fort de Brescou et le château d'If. Au XIXe siècle, l'île est un lieu de détention pour les prisonniers kabyles déportés après la révolte de 1871, en Kabylie, contre la colonisation française. 
Elle est séparée du cap de la Croisette, sur la commune de Cannes, par un détroit peu profond de 1 300 m de largeur. Elle s'étend d'ouest en est sur une longueur de 3,2 km, et sa largeur maximale est de 900 m environ. On y trouve de très beaux bois d'eucalyptus, les plus anciens d'Europe, et de pins. La majorité de l'île est couverte par la forêt, domaine protégé appartenant à l'État. Environ vingt personnes habitent l'île de manière permanente.

## Histoire

### Antiquité
L'île est d'abord occupée par une population de Ligures, dont les premières traces remontent au VIe siècle av. J.-C. Les Ligures sont chassés par les Romains, chassés à leur tour par une catastrophe naturelle provoquant un affaissement des îles de plusieurs mètres dans la mer. L'île Sainte-Marguerite s'appelait alors Lero (et Saint-Honorat, Lerina), du nom d'un demi-dieu ligure vénéré sur l'île, Lerôn.
L'île est mentionnée dès l'Antiquité par les historiens. Pline l'Ancien parlait d'une cité romaine comprenant un port. De fait, les fouilles entreprises autour du fort Royal ont révélé d'importants vestiges : maisons, peintures murales, mosaïques, céramiques datées du IIIe siècle av. J.-C. au Ier siècle de notre ère. En outre, les fondations d'un port et les épaves découvertes à l'Ouest de l'île semblent prouver que les navires romains faisaient escale à Lero.

### Légendes
Le nom donné à l'île serait celui d'une sœur de Honorat d'Arles (Saint Honorat), Marguerite. Au Ve siècle elle dirige une communauté de religieuses. Son frère qui vit dans l'île voisine ne peut la voir car l'île est interdite aux femmes. Le saint lui annonce alors qu'il ne viendra la voir qu'une fois l'an, à la floraison des amandiers, Marguerite adresse à Dieu de si ferventes prières qu'un amandier planté sur le rivage se met à fleurir tous les mois. Devant ce miracle, saint Honorat sent fondre sa rigueur ascétique.
Une autre légende voudrait qu’Honorat et sa sœur Marguerite aient combattu un dragon sur cette île. Et que celui-ci, mortellement blessé, se soit envolé pour aller mourir dans les collines de l’arrière pays, sur le lieu de la cité aujourd’hui dénommée Draguignan.
Une dernière légende relate l'arrivée d'Honorat sur les îles infestées de vermines et de serpents. Pour les rendre habitables, il déclenche un raz-de-marée, et reste lui-même au-dessus de la vague en se perchant en haut d'un palmier. C'est cette légende qui est à l'origine de la palme du blason de la ville de Cannes.
En réalité, au Ve siècle, ni les palmiers ni les amandiers n'étaient encore implantés sur les îles de Lérins. Saint Honorat n'a pas eu de sœur connue, sainte Marguerite était une martyre d’Antioche sans lien avec saint Honorat.

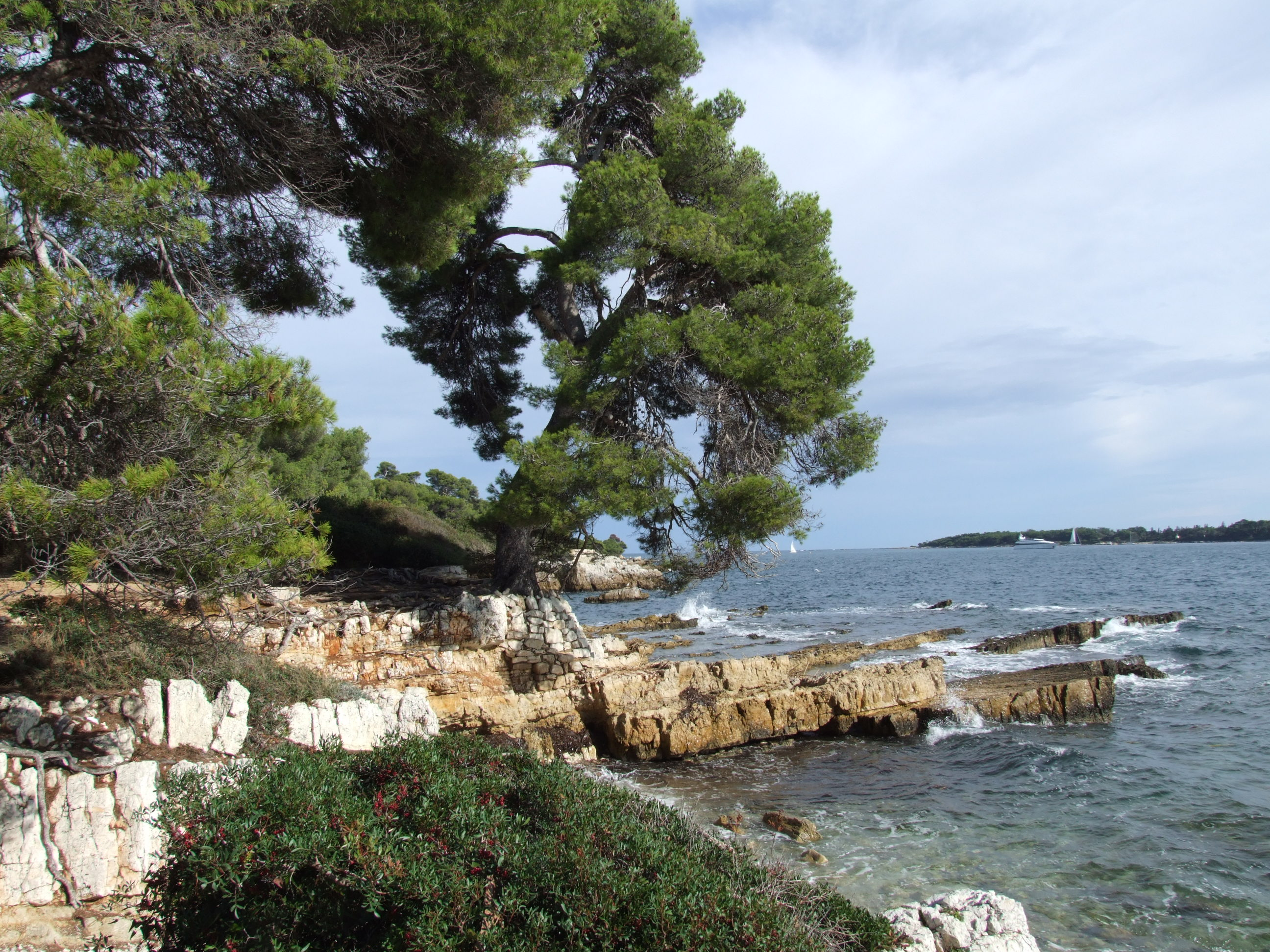
Bord de mer.
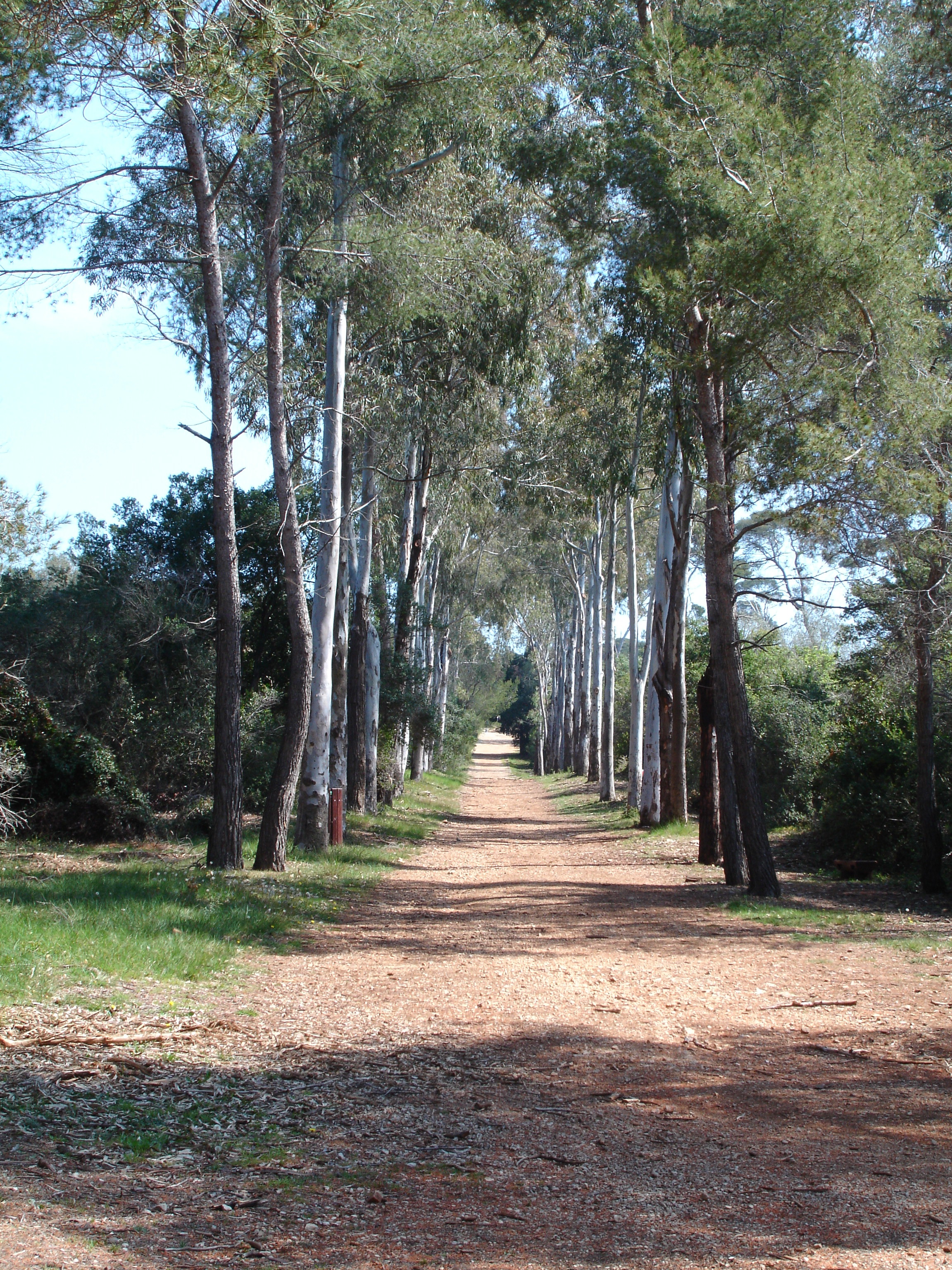
Allée sur l'île Sainte-Marguerite.
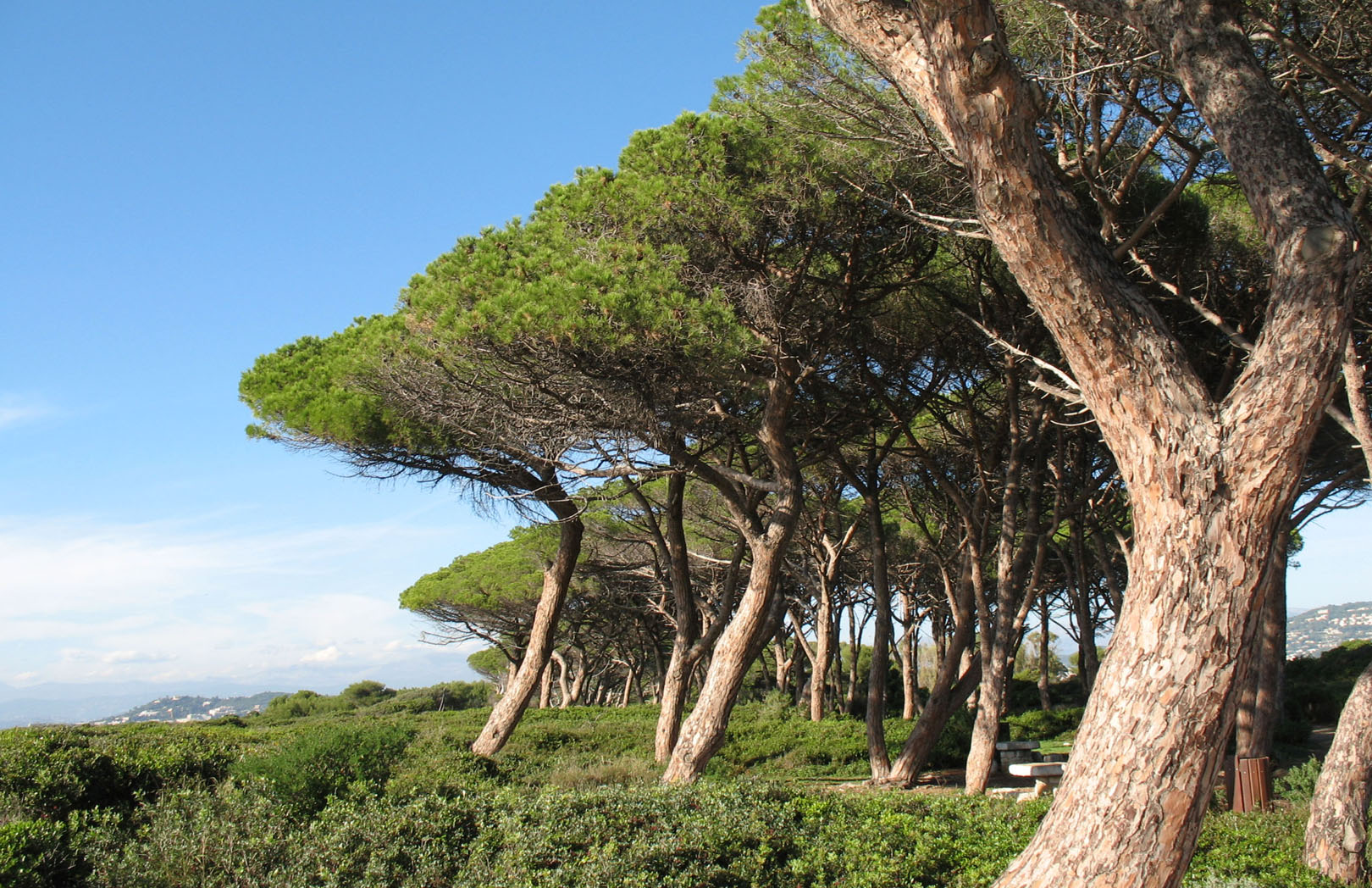
Pins sur l'île Sainte-Marguerite.
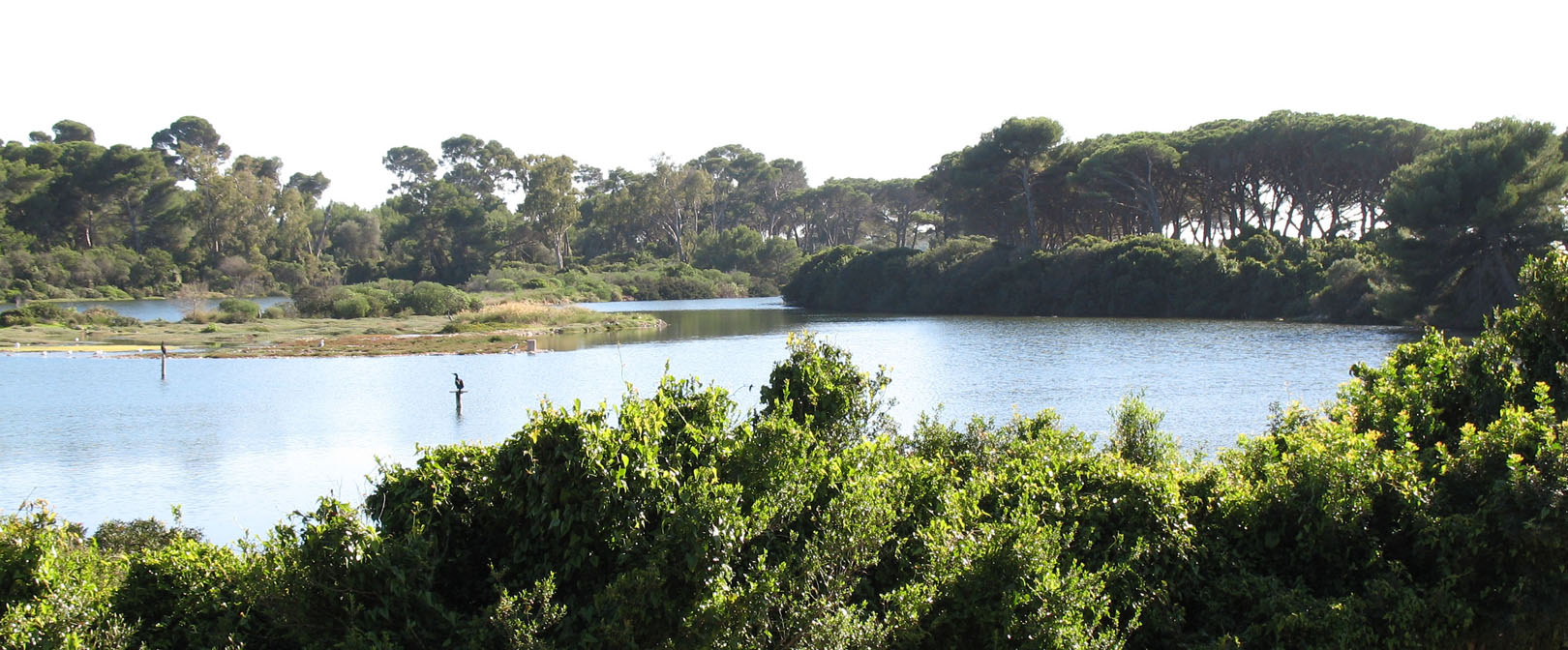
Étang du Batéguier.

### Une collaboration difficile

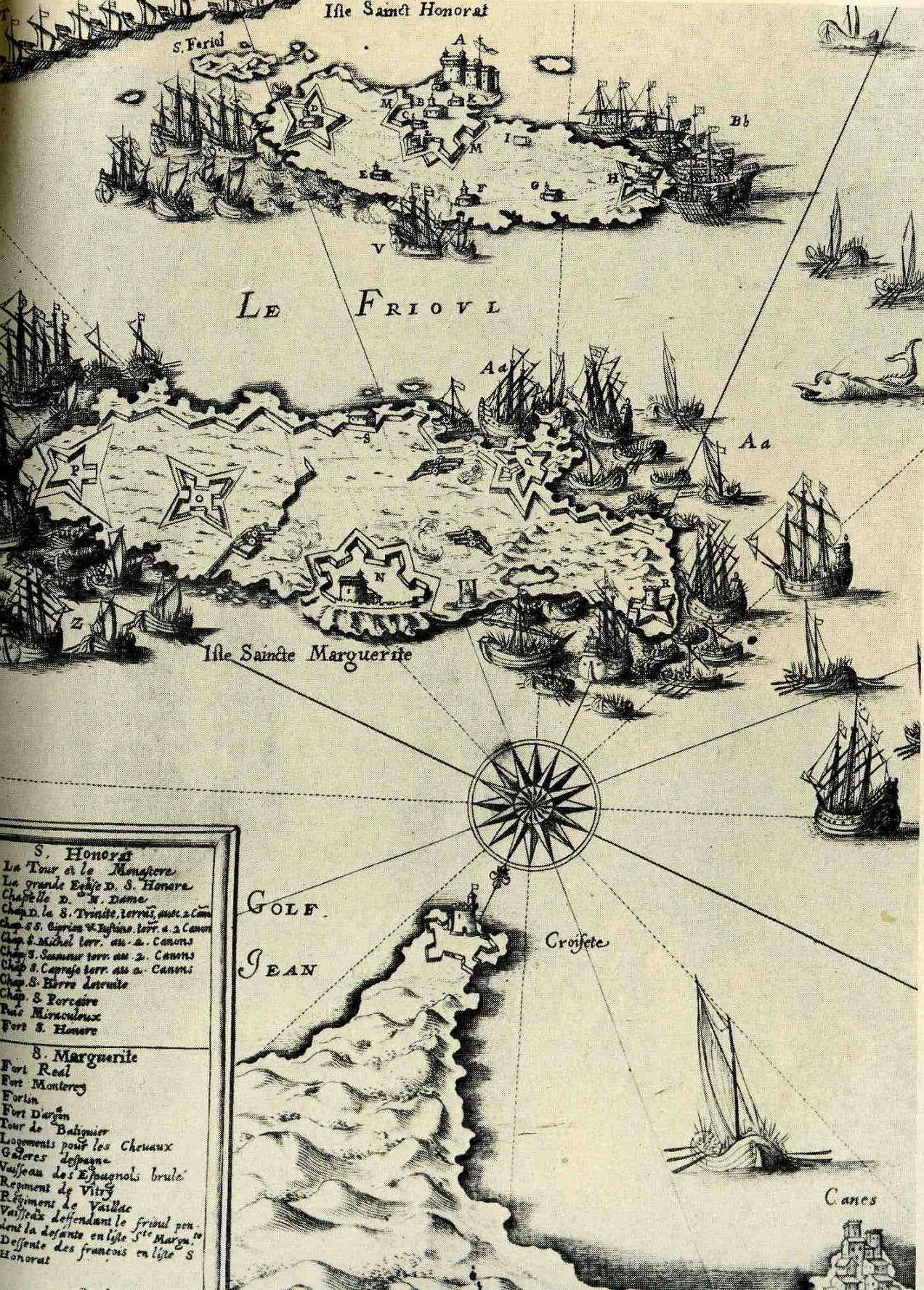
Carte de 1639 représentant le reprise des îles de Lérins en 1637 par les Français sur les Espagnols.

Pendant la guerre de Trente Ans, les Espagnols se sont emparés des îles et les ont occupées de 1635 à 1637. Pour les reprendre, le gouverneur de Provence, le maréchal de Vitry, rassemble des milices sur la côte tandis que Richelieu envoie une flotte sous le commandement de Sourdis, archevêque de Bordeaux, et le comte d'Harcourt. Les îles sont finalement reprises. Les drapeaux espagnols sont saisis pour être exposés à la cathédrale Notre-Dame où un Te Deum célébra la victoire française.

### Énigme du masque de fer
En 1687, le fort de Sainte-Marguerite, prison d'État, reçoit le fameux homme au masque de fer, dont l'identité n'a jamais été établie. Au choix : un frère adultérin de Louis XIV, un secrétaire du duc de Mantoue, un dévoyé de haute noblesse complice de l'empoisonneuse la Brinvilliers, Molière, Fouquet, un espion italien, etc.
Saint-Mars, chargé de la surveillance du masque de fer, s'ennuyant à mourir à Sainte-Marguerite, finit par obtenir en 1698 la charge de gouverneur de la Bastille. Il emmène avec lui son prisonnier qui meurt en 1703.

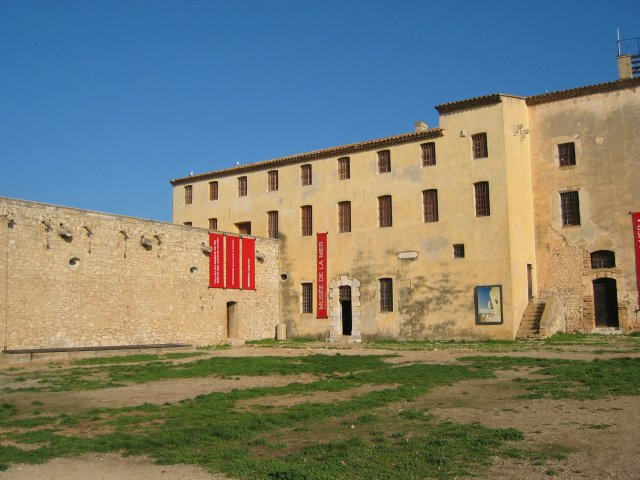
La prison du masque de fer
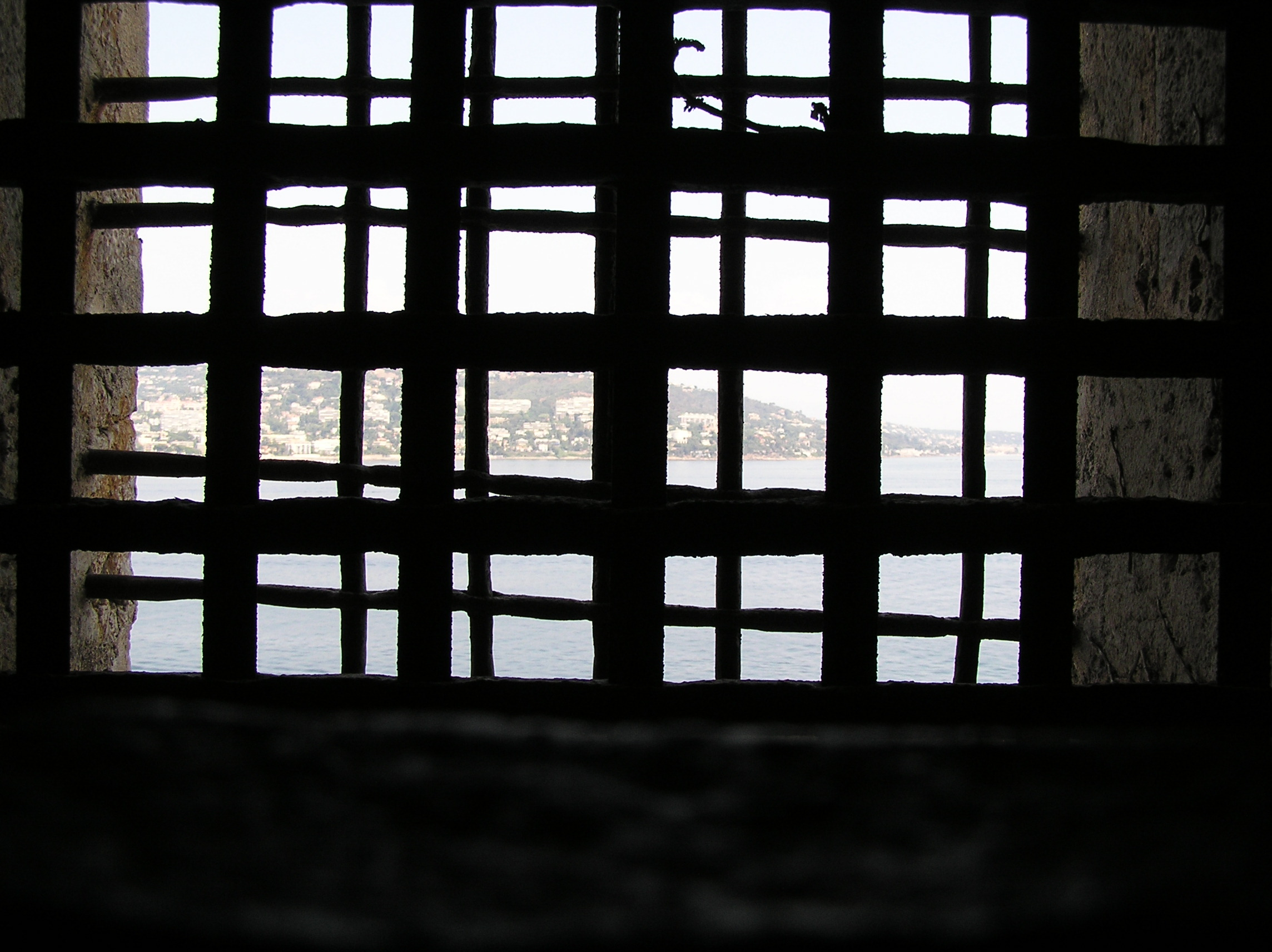
Vue d'une cellule similaire à celle du masque de fer
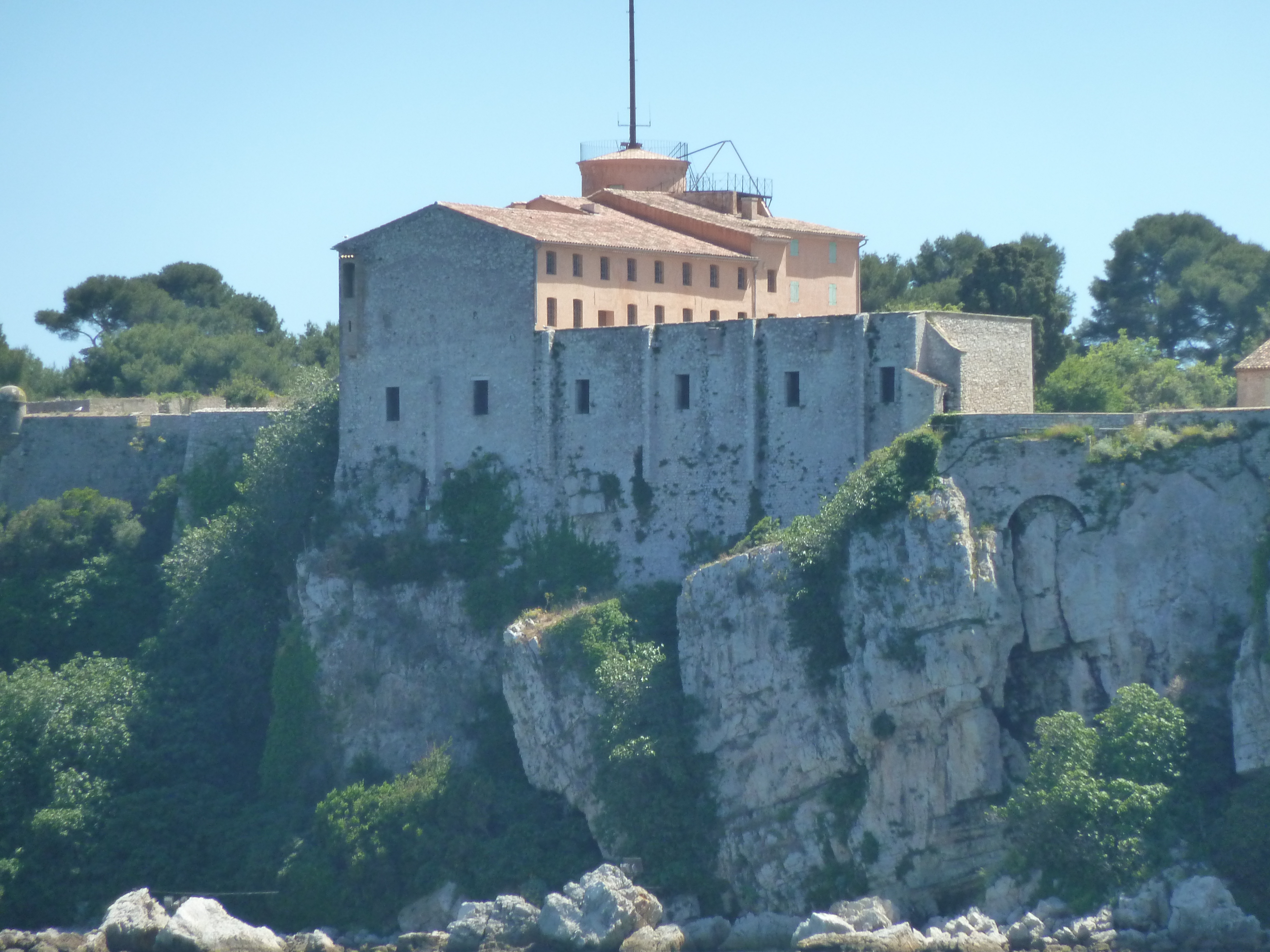
Façade extérieure des cellules du fort

### Prisonniers arabes

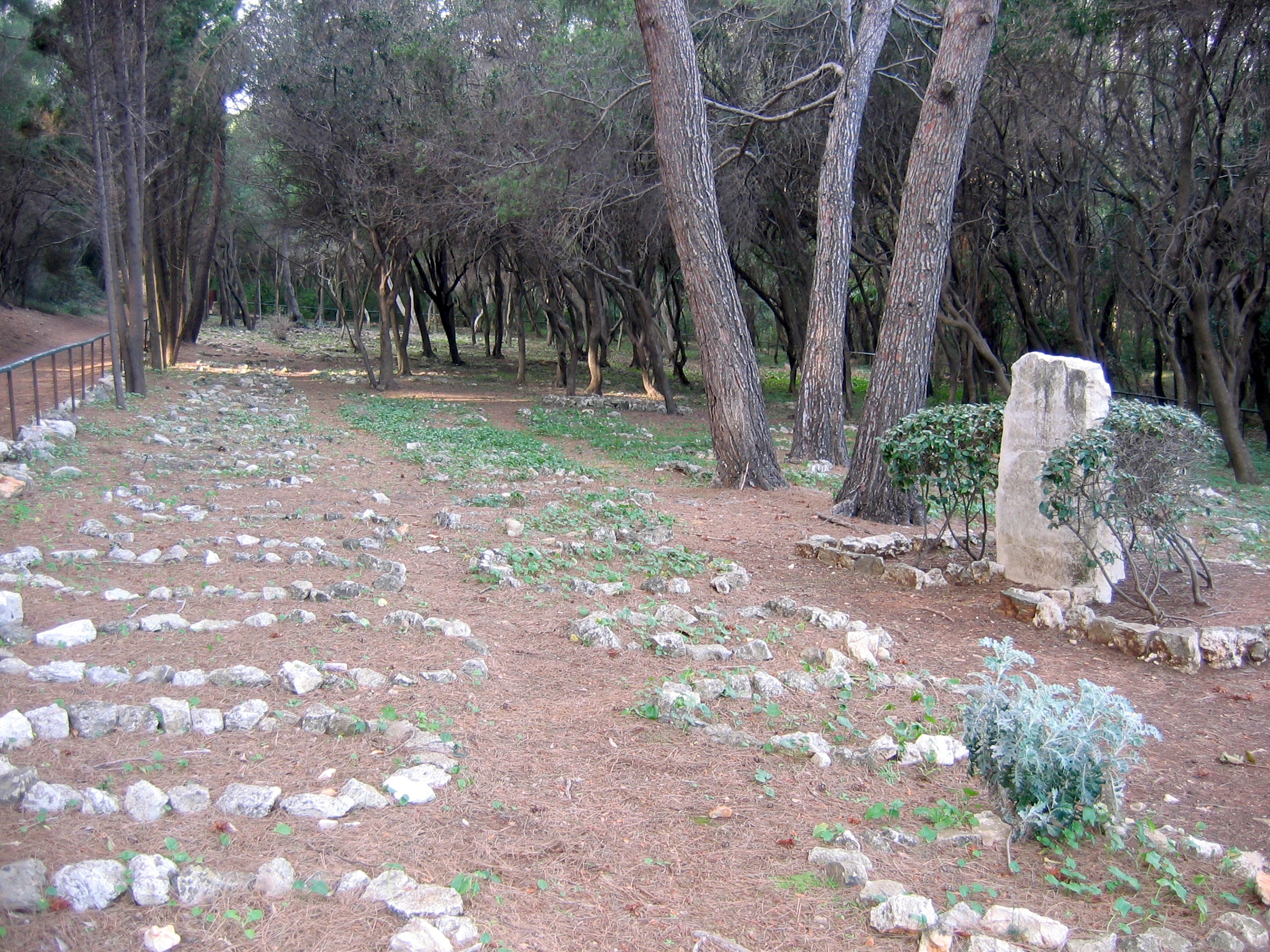
Île Sainte-Marguerite, cimetière musulman, 22 décembre 2004.

L'île Sainte-Marguerite a servi de lieu de détention pour les condamnés, surtout politiques mais aussi de droit commun, provenant d'Algérie entre le début des années 1840 et le milieu des années 1880, avec cependant des périodes d'éclipses sans prisonniers.
La smala de l'émir Abd el-Kader y a été incarcérée à partir du 26 juin 1843. L'historien Xavier Yacono a produit une étude détaillée de cet épisode.

## Lieux

### Fort

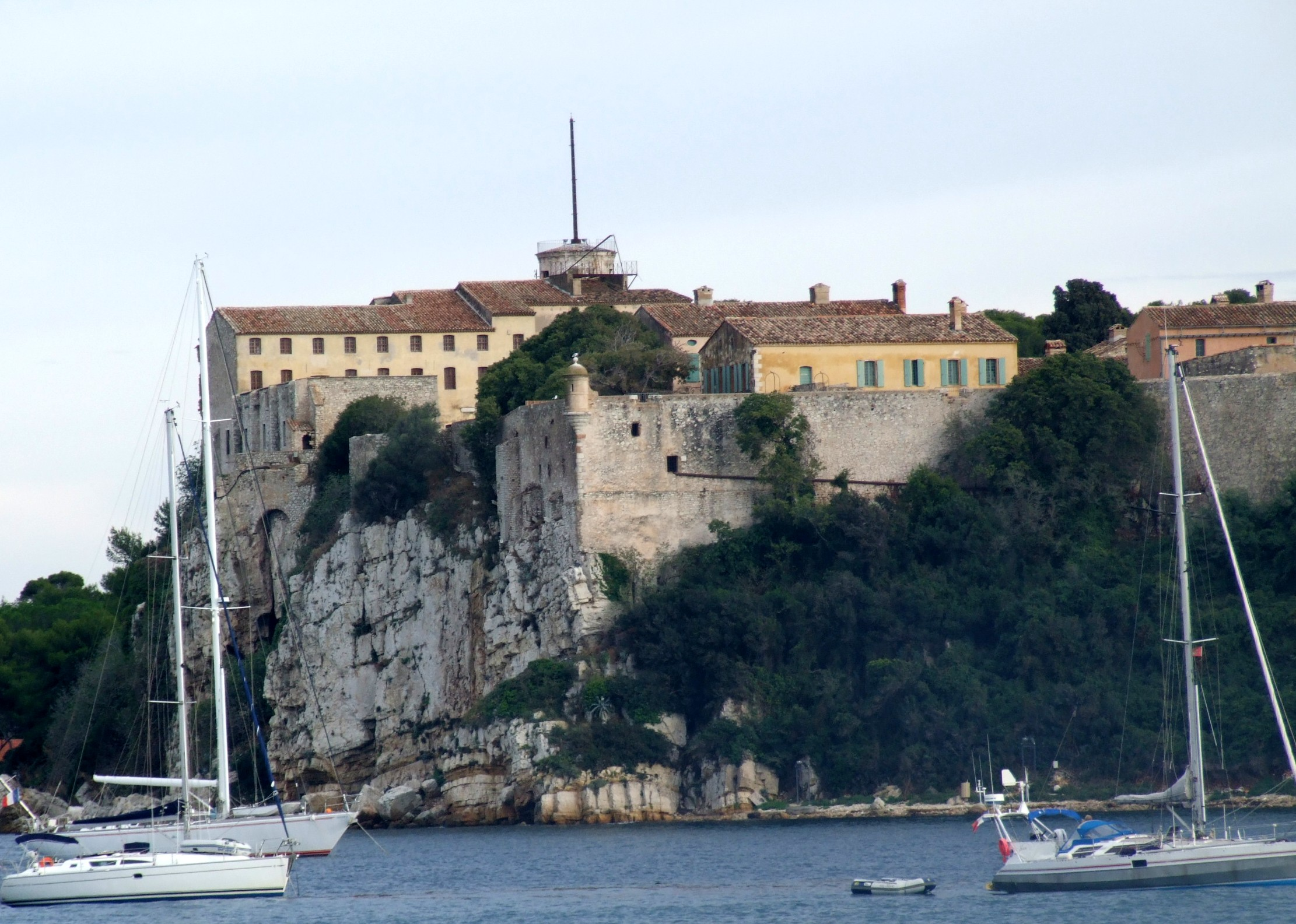
Le fort Vauban, île Sainte-Marguerite.

Bâti par Richelieu, il a été renforcé par les Espagnols puis par Vauban et servit de prison d'état, puis, après la Révolution, de prison militaire. Des fouilles archéologiques organisées en 1973 sous la terrasse nord-ouest du fort royal ont exhumé les vestiges d’une colonie ligure et de la Gaule romaine . Il accueille désormais le Musée de la Mer présentant des collections d'archéologie terrestre   et sous-marine. On peut également visiter la cellule du Masque de fer, ainsi que celles dans lesquelles furent enfermés six pasteurs protestants français après la révocation de l'édit de Nantes. L'ex-maréchal Bazaine y fut détenu durant huit mois. Il s'en est évadé de manière épique le 10 août 1874. L'évêque de Gand Maurice de Broglie a également été détenu sur l'île durant dix mois en 1812, c'est lui qui y fera planter des eucalyptus.
Outre le Musée de la Mer, le fort abrite un centre d'hébergement, ainsi qu'une salle d'aquariums méditerranéens.

### Fours à boulets

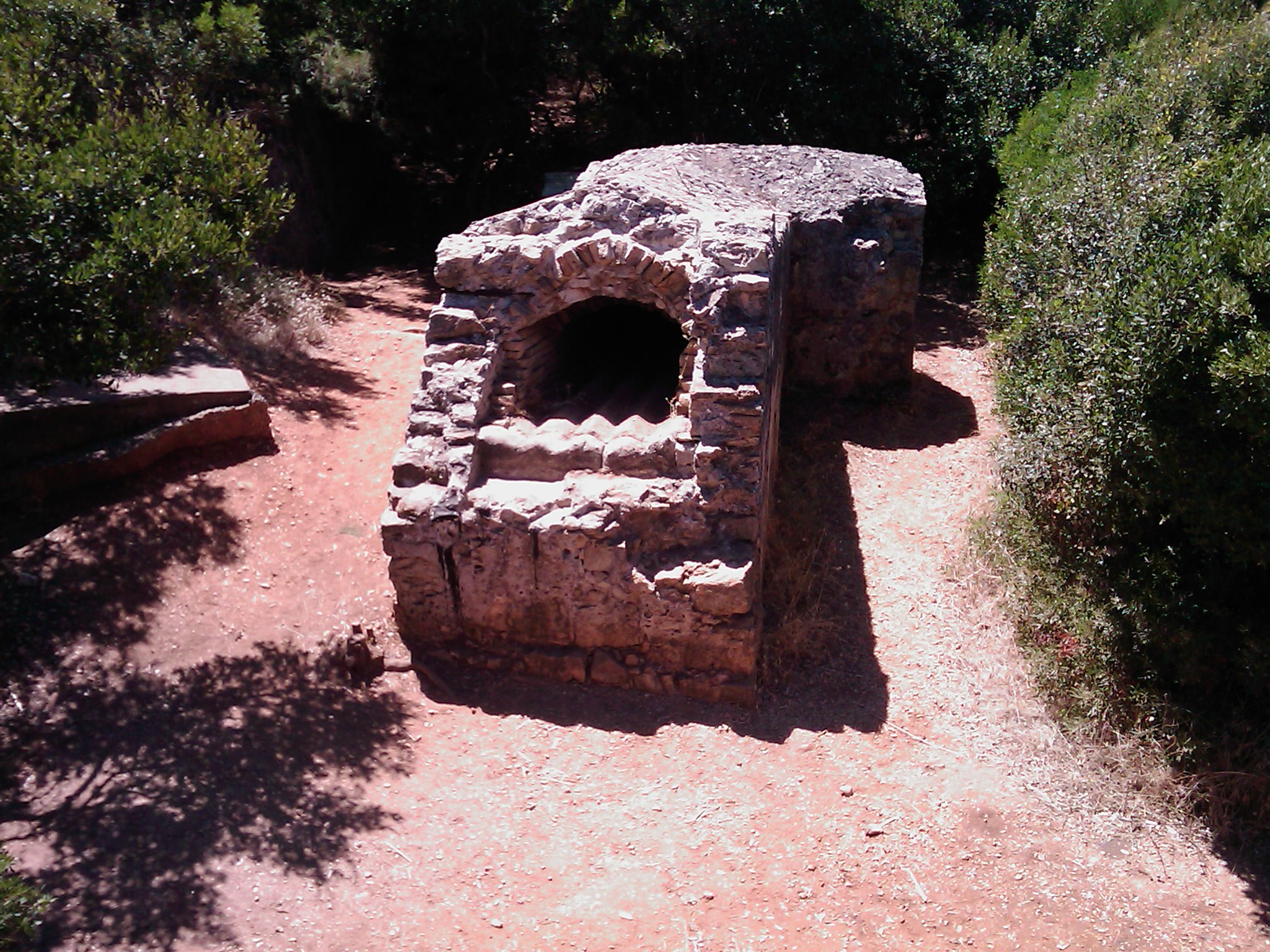
Le four à boulets de la pointe du Dragon.

L'île est équipée de deux fours à rougir les boulets situés respectivement à l'ouest (pointe du Dragon) et à l'est (Pointe de la Convention), permettant d'alimenter en boulets chauffés au rouge les batteries de canons placées sur ces points stratégiques pour la défense des côtes contre les navires ennemis qui tentaient d'approcher. Deux fours similaires sont installés aux extrémités est et ouest de Saint-Honorat, les navires ennemis pouvaient ainsi être pris sous leurs feux croisés.
Ces fours maçonnés ont été construits sous les ordres de Bonaparte en 1793. Ils étaient constitués d'une cavité (gouttière) horizontale et légèrement inclinée dans laquelle on enfournait une vingtaine de boulets froids en métal à l'extrémité haute. Les boulets s'accumulaient en bas de la cavité à proximité immédiate du foyer placé latéralement et dont les fumées chaudes remontaient à contre-sens des boulets vers la cheminée située au-dessus de la zone d'insertion des boulets.
La mise en température initiale durait environ une heure et on obtenait ensuite des boulets chauffés au rouge toutes les 35 minutes. Les artilleurs utilisaient des pinces ou des crochets pour tirer les boulets brûlants hors du four et en charger les canons.

### Grand Jardin
Le Grand Jardin, unique propriété privée de Sainte-Marguerite, est un jardin botanique de 13 750 m2 cultivé depuis des siècles. Son nom ne peut d'ailleurs pas être modifié. Ce parc est situé au sud de l'île, dans sa partie la plus protégée et la plus fertile, face à l'Île Saint-Honorat.
On y trouve des cyprès, des cèdres du Liban, des palmiers, beaucoup d'arbres fruitiers : bananiers, citronniers, orangers, pamplemoussiers, figuiers, amandiers, oliviers et des milliers de fleurs : géraniums, roses, plantes exotiques, et une importante collection d'iris.
La propriété compte trois bâtiments, dont les dates de construction sont très controversées : la maison du gouverneur, où est installé le propriétaire ; la maison des métayers destinée à ses proches, et la très remarquable tour carrée, réservée aux invités de marque, couverte d'un toit-terrasse panoramique.
Le domaine est protégé par un mur édifié sur les ordres du cardinal de Richelieu. L'ensemble des bâtiments aurait été construit entre le XIIe siècle et le XVIIe siècle et le domaine a été le refuge de propriétaires célèbres, les moines de Lérins, le roi de France, Louis XIV, le Duc de Guise ou le gouverneur de Provence ; mais aussi le maire de Marseille, après la Révolution... Plus récemment, la propriété appartenait en 1840 au Cannois Jean-François Tournaire, en 1889 à Paul Jubelin, médecin de la Marine, puis à Félix Sue, patron des fours à chaux de Rocheville. Ce dernier occupant l'a revendue en 1928 au sculpteur danois Viggo Jarl qui en est resté propriétaire jusqu'à la vente du domaine, pour 5 MF, en 1982, à un promoteur cannois, Claude Muller, qui a revendu ce lieu, en 2008, pour 38 M€, à Vijay Mallya, industriel indien.

### Batterie de la Convention

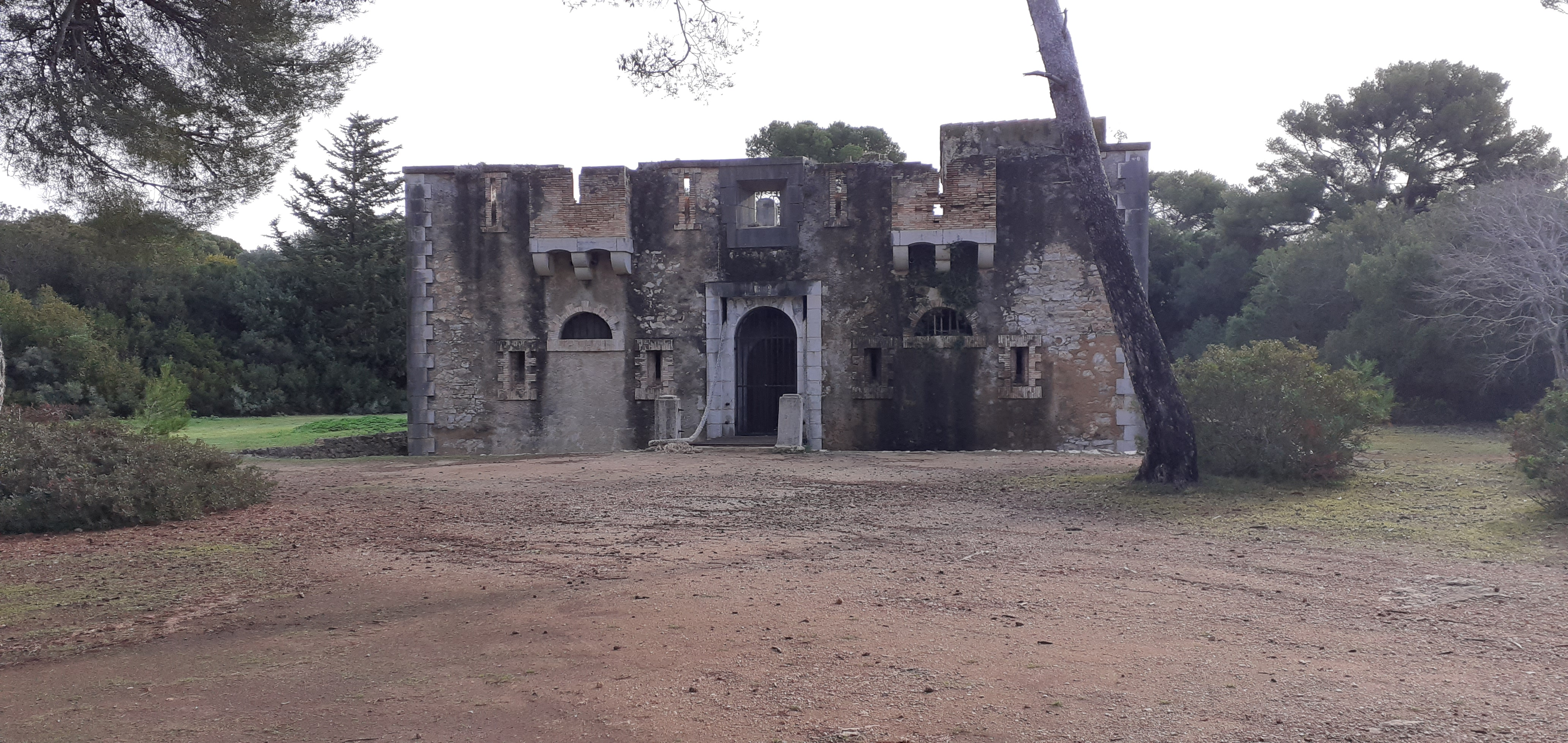
Batterie de la Convention.

A la pointe Est de l'île Sainte-Marguerite, au centre d'une clairière, se dresse la batterie de la Convention, fortification datant de 1862 et qui fut jadis équipée de douze canons.

## Écomusée sous-marin

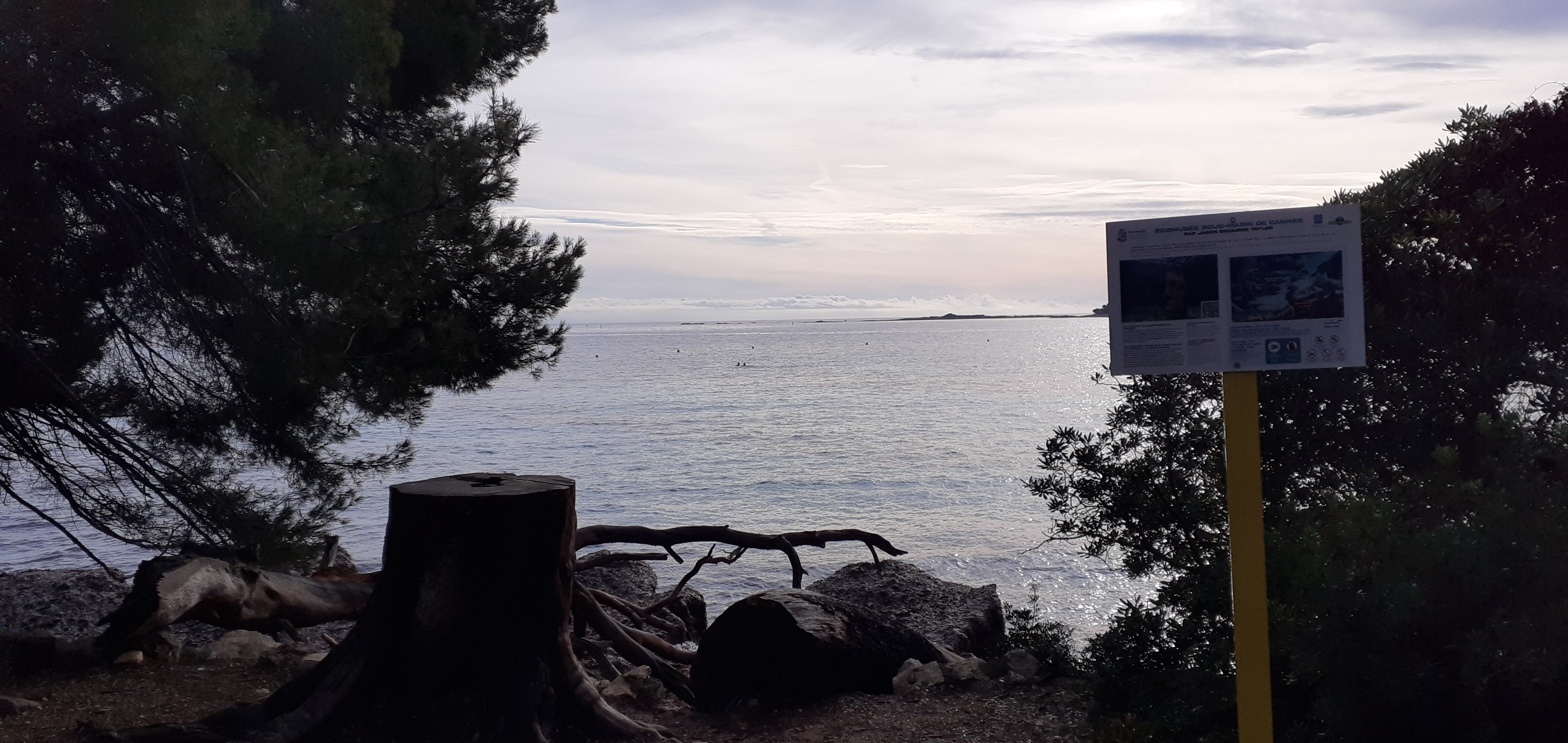
Site d'immersion des sculptures (deux plongeurs apnéistes à l'aplomb du site).

En janvier 2021, un écomusée sous-marin a été créé entre les îles Sainte-Marguerite et Saint-Honorat. Il est constitué de six statues de ciment représentant des têtes d'homme de deux mètres de hauteur et pesant deux tonnes chacune, immergées sur le fond marin à une profondeur de trois à cinq mètres et à une distance comprise entre 84 et 132 mètres du rivage. Ces statues ont été réalisées par l’artiste britannique Jason deCaires Taylor à partir de visages d'habitants de Cannes. L'accès aux œuvres est libre pour le public, mais le mouillage des navires est  désormais interdit à proximité. Les statues ont été fabriquées dans un matériau marin écologique à pH neutre offrant un refuge à la vie subaquatique. À terme, elles se recouvriront en effet d’algues, de coquillages et de coraux et constitueront ainsi un récif propice à l’habitat des espèces animales et végétales.

### Chantier naval

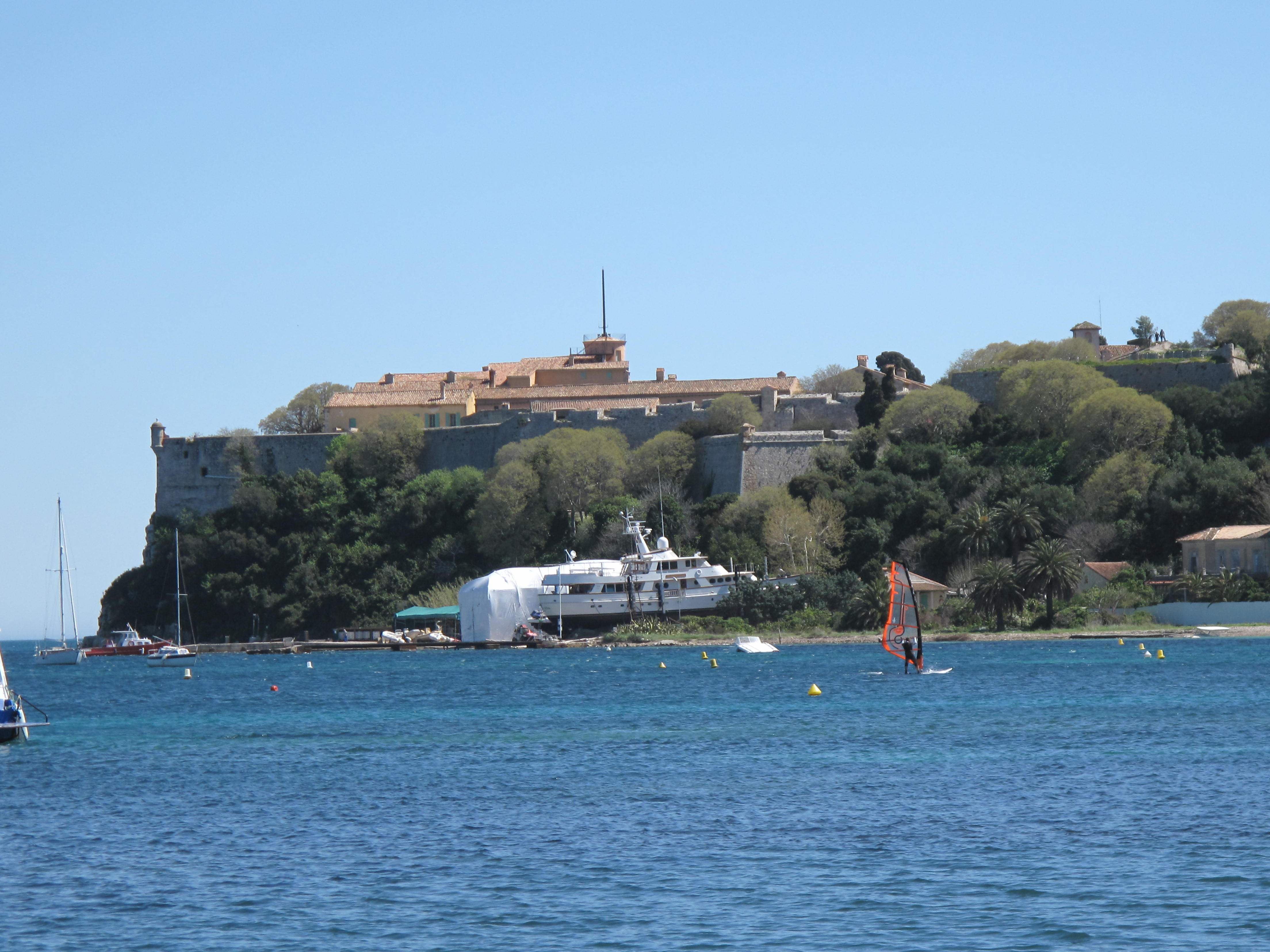
Le fort-Royal et le chantier naval en 2013.

Un chantier naval existe sur l'île depuis le passage des Romains en l'an 122 avant J.-C.. Le chantier naval de l'Esterel reprend sa gestion en 1993.

## Activités

### Randonnées et promenades

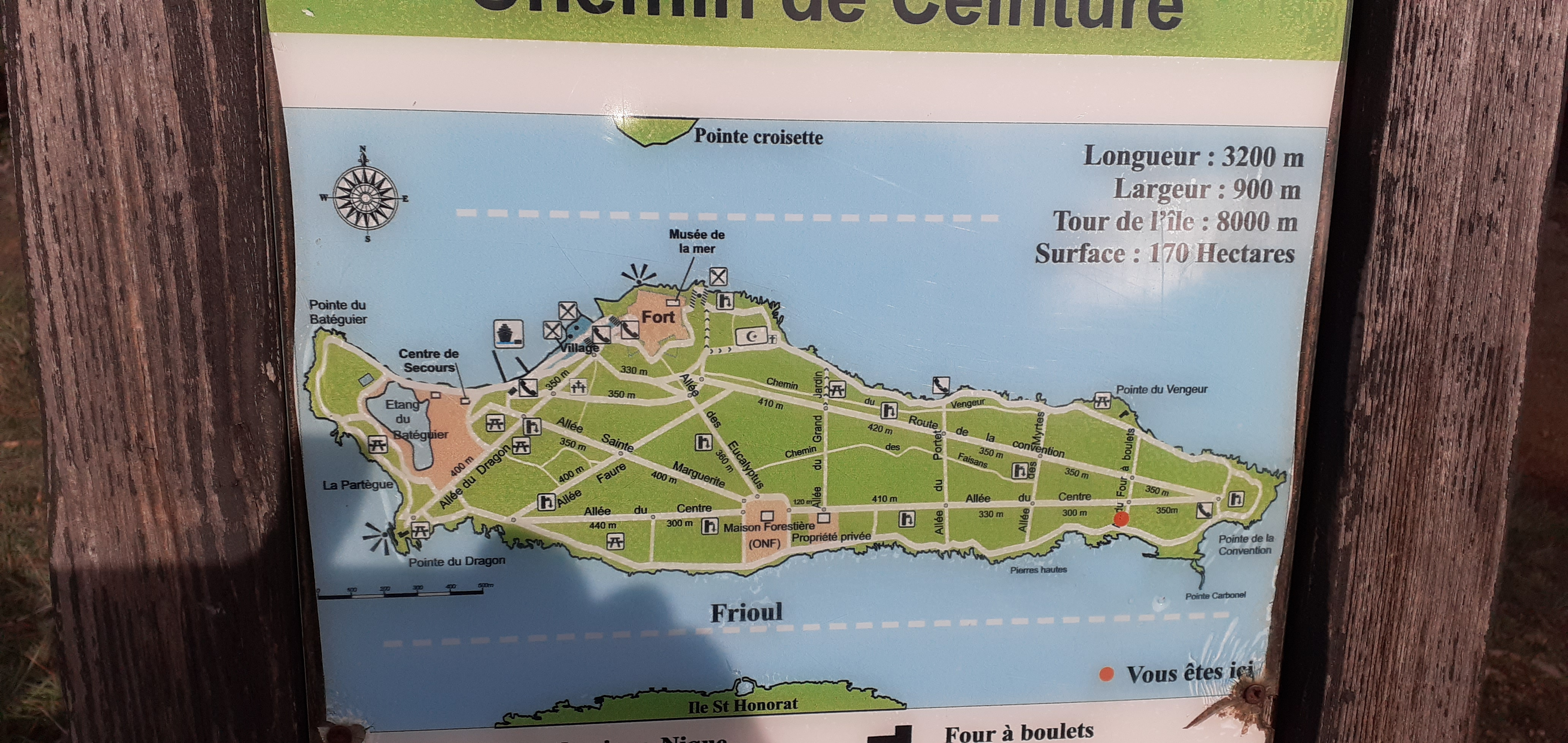
Plan d'ensemble de l'île sur le chemin de ceinture.

L'île est quadrillée de pistes et de sentiers ou « allées »  formant un réseau de chemins perpendiculaires permettant au promeneur de s'orienter facilement. Elle est en outre dotée de nombreux panneaux pédagogiques sur la faune et la flore locales et de plans d'ensemble de l'île. Un chemin de ceinture permet de réaliser le tour de l'île Sainte-Marguerite en 2h30 de marche effective, au plus près du rivage qui est agrémenté de nombreuses tables de pique-nique. A l'est de l'île, se trouve l'îlot de la Tradelière qui n'est pas accessible à pied.

## Démographie
Source : Recensements population - ville de Cannes.
| 1872 | 1891 | 1896 | 1901 | 1906 | 1911 | 1921 | 1926 | 1931 |
| ---- | ---- | ---- | ---- | ---- | ---- | ---- | ---- | ---- |
| 68   | 46   | 58   | 83   | 38   | 27   | 21   | 24   | 29   |

## Accès
En 2021, les touristes peuvent visiter l'île Sainte Marguerite toute l'année. Des départs en bateau sont assurés à partir du Quai des Îles, au bout du parking Laubeuf, à Cannes. Il y a trois autres liaisons directes en bateau, une depuis le port de La Napoule, une depuis Golfe-Juan, et une depuis Juan les Pins.

## Personnalités liées à l'île
- François Petitjean (1741-1794), général des armées de la République y est décédé dans l'exercice de ses fonctions.
- Pierre Vouland (1930-2015), félibre et romaniste français, l'allée qui conduit du débarcadère au Fort royal porte son nom.
- Florence Arthaud (1957-2015), navigatrice française, y est inhumée.